# Triaenophora shennongjiaensis
Triaenophora shennongjiaensis är en snyltrotsväxtart som beskrevs av Xi.D.Li, Y.Y.Zan och J.Q.Li. Triaenophora shennongjiaensis ingår i släktet Triaenophora och familjen snyltrotsväxter. Inga underarter finns listade i Catalogue of Life.